# Idiostrangalia aurosa
Idiostrangalia aurosa là một loài bọ cánh cứng trong họ Cerambycidae.